# باربرا كاسل
باربرا آن كاسل، بارونة بلاكبيرن (6 أكتوبر 1910 – 3 مايو 2002)، كانت سياسية من حزب العمال البريطاني وعضوًا في البرلمان بين عامي 1945 و1979، لذا كانت واحدة من أقدم نائبات البرلمان في التاريخ البريطاني. أقامت كاسل، التي كانت إحدى أهم ساسة حزب العمال، شراكة سياسية وثيقة مع رئيس الوزراء هارولد ويلسون، واستلمت عدة مناصب في مجلس الوزراء. لا تزال حتى اليوم المرأة الوحيدة التي شغلت منصب سكرتير الدولة الأول.
عملت كاسل، التي تخرجت من جامعة أوكسفورد، صحفية لدى كل من صحيفتي تريبيون وديلي ميرور، قبل انتخابها نائبة في البرلمان عن دائرة بلاكبيرن في انتخابات عام 1945. في ظل حكومة أتلي، كانت سكرتيرة برلمانية خاصة لستافورد كرابس، ولاحقا لهارولد ويلسون، وهو ما سجل بداية الشراكة بينهما. كانت من أشد مؤيدي ويلسون خلال حملته الانتخابية ليصبح رئيس حزب العمل، وبعد فوزه في انتخابات عام 1964، عين ويلسون كاسل لمجلس الوزراء بمنصب وزيرة للتنمية الخارجية، ثم وزيرة للنقل فيما بعد. أثبتت كفاءتها في منصبها الأخير كمصلحة، إذ أشرفت للمرة الأولى على فرض حدود دائمة للسرعة على الطرق البريطانية، فضلًا عن اختبارات التنفس التي تجرى لمعرفة نسبة الكحول لدى السائق وتفقد أحزمة المقاعد الإلزامية.
في سنة 1968، رقّى ويسلون كاسل لتصبح سكرتير الدولة الأول، ثاني أكبر عضو في مجلس الوزراء، بالإضافة إلى وزيرة الأشغال. في منصبها الأخير، دعت كاسل بشدة إلى تمرير قانون يدعى «في أماكن الصراع»، الذي كان سيصلح بدرجة كبيرة عمل نقابات العمال البريطانية. أدي ذلك المقترح إلى انقسام الحكومة وسحبه في نهاية المطاف. برزت كاسل أيضًا في تدخلها الناجح في الإضراب الذي نظمه عمال في شركة فورد ضد التمييز في الأجور بين الجنسين، إذ رفعت صوتها تأييدًا للقائمين على الإضراب، وأشرفت على إقرار قانون المساواة في الأجر. بعد خسارة حزب العمل انتخابات عام 1970 على نحو غير متوقع، ألقى البعض باللوم على كاسل نتيجة دورها في الجدال الدائر حول النقابات العمالية، وهي التهمة التي قاومتها.
عند عودة حزب العمل إلى السلطة بعد انتخابات عام 1974، عينت كاسل وزيرة دولة لشؤون الصحة والخدمات الاجتماعية، إذ كانت مسؤولة عن تشكيل «منحة كير»، وتمرير قانون «إعانة الطفل». كانت من أبرز المعارضين لاستمرار عضوية بريطانيا في المجموعة الاقتصادية الأوروبية خلال استفتاء عام 1975. عندما حل جيمس كالاهان، المنافس السياسي اللدود لكاسل، محل ويلسون في منصب رئيس الوزراء في عام 1976، سارع إلى إقالتها من مجلس الوزراء؛ بقي الاثنان منافسين لدودين لبعضهما بقية حياتهما. بعد اختيار كاسل تقاعدها من البرلمان في انتخابات عام 1979، سارعت إلى ترشيح نفسها للبرلمان الأوروبي، ممثلة لمانشستر الكبرى في الفترة بين عامي 1979 و1989؛ خلال تلك الفترة، كانت زعيمة حزب العمل البرلماني الأوروبي بين عامي 1979 و1985، وأظهر علنًا انقلاب موقفها السابق من الشكوكية الأوروبية. أصبحت عضوا في مجلس اللوردات، بعد أن منحت منصب «لورد مدى الحياة (لورد لا يرث أولاده لقبه)» سنة 1990، وظلت نشطة في السياسة حتى وفاتها في عام 2002 عن عمر يناهز 91 عامًا.

## نشأتها
ولدت باربرا آن بيتس في 6 أكتوبر 1910 في شارع 64 داربي، تشيسترفيلد، وهي أصغر الأطفال الثلاثة سنًا لفرانك بيتس وزوجته آني ريبيكا (عائلتها قبل الزواج: فيراند). ترعرعت كاسل في بونتيفراكت وبرادفورد في بيت عرف بنشاطه السياسي وتعرفت بالاشتراكية منذ صغرها. لاحقًا، أصبحت أختها الكبرى، مارجوري، رائدة في هيئة تعليم لندن الداخلية، فيما انخرط أخوهما تريسترام (الذي دائمًا ما أطلق عليه اسم جيمي)، في العمل الميداني مع أوكسفام في نيجيريا. انضمت إلى حزب العمال في سن المراهقة.
كان والدها مفتش ضرائب معفى من الخدمة العسكرية في الحرب العالمية الأولى بسبب رتبته العالية في عمله الهام. بسبب طبيعة مهنة تحصيل الضرائب والترقيات التي يتلقاها، كثيرًا ما تنقلت العائلة في أنحاء البلاد. بعد الانتقال إلى برادفورد سنة 1922، سرعان ما انخرطت عائلة بيتس في حزب العمال المستقل. مع أن والدها منع من النشاط السياسي الرسمي بسبب دوره كموظف مدني، إلا أنه أصبح رئيس تحرير صحيفة برادفورد الاشتراكية، الصحيفة الاشتراكية في المدينة، بعد انتخاب وليم ليتش للبرلمان في سنة 1935. أدارت والدة كاسل بيت العائلة إلى جانب إدارتها مطبخًا لتقديم الحساء للحساء لعمال المناجم في البلدة. بعد مغادرة باربرا البيت، انتخبت آني عضوا في مجلس العمال في برادفورد.

## تعليمها
التحقت كاسل بمدرسة لوف لان الابتدائية، ثم مدرسة بونتيفراكت الثانوية للبنات في المقاطعة. بعد انتقالها إلى برادفورد في سن الثانية عشرة، التحقت بمدرسة برادفورد للقواعد للبنات. انخرطت بمجال التمثيل في المدرسة وطورت مهارات الخطابة. تفوقت أكاديميًا بحصولها على العديد من الجوائز من المدرسة. نظمت انتخابات وهمية في المدرسة، حيث أخذت دور مرشحة لحزب العمال. كانت هناك بعض من الجوانب المدرسية التي لم تلق إعجابها، كان منها خاصة وجود العديد من الفتيات من الأسر الغنية. عينت في سنتها الأخيرة رئيسة للطالبات.
أكملت تعليمها في كلية سانت هيو في جامعة أكسفورد، التي تخرجت منها بدرجة بكالوريوس في الفلسفة والسياسة والاقتصاد من الدرجة الثالثة. بدأت نشاطًا سياسيًا فاعلًا في أوكسفورد، وأخذت منصب أمينة صندوق نادي العمل في جامعة أكسفورد، وهو أعلى منصب يمكن أن تشغله المرأة في النادي في ذلك الوقت. حاولت بجدّ لتقبل الجامعة التي بدأت مؤخرًا في التشكيك في مواقفها المتحيزة تقليديًا ضد المرأة. كانت مستاءة مستاءة من الطبيعة النخبوية لبعض عناصر المؤسسة، وصفت اتحاد أكسفورد بأنه يضم «التلاميذ الأغرار من الطلاب».

## بداية مسيرتها المهنية
انتخبت كاسل في مجلس مقاطعة سانت بانكراس الكبرى سنة 1937 (حيث ظلت حتى عام 1945)، وفي عام 1943 تحدثت في مؤتمر حزب العمال السنوي للمرة الأولى. خلال الحرب العالمية الثانية، عملت مسؤولة إدارية عليا في وزارة الغذاء، وعملت في هيئة حماية المواطنين من خطر الغارات الجوية خلال قصف لندن.
أصبحت مراسلة صحفية في مجلة تريبيون اليسارية، حيث كانت على علاقة عاطفية مع ويليام ميلور، الذي كان من المقرر أن يصبح محررًا للصيحفة، إلا أنه توفي في عام 1942. بعد زواجها من تيد كاسل سنة 1944، حيث أصبحت مراسلة لدى صحيفة ديلي ميرور.

## عضو في البرلمان (1945 – 1979)
في الانتخابات العامة التي جرت سنة 1945، والتي فاز فيها حزب العمل بأغلبية ساحقة، انتخبت كاسل نائبًا عن دائرة بلاكبيرن. لكون بلاكبيرن آنذاك دائرة انتخابية مكونة من عضوين، انتخبت إلى جانب مرشح حزب العمل جون إدواردز. حصلت كاسل على مكانها كمرشحة في البرلمان من خلال مساعدة نساء حزب العمل في بلاكبيرن، اللواتي هددن بالاستقالة ما لم تضف كاسل إلى القائمة النهائية التي في حال استقالتهم ستضم رجالًا فقط.
كانت كاسل هي الصغرى بين حفنة النساء المنتخبات. رغم أنها نشأت في مدن صناعية شمالية شبيهة، لم تكن لها أي صلة تربطها ببلاكبيرن. حاولت ألا تظهر بمظهر الشخص غير الملائم للمنصب، فدرست الغزل والنسيج، وقضت وقتًا عاشت فيه مع عائلة محلية في الشمال. في أول خطاب لها، ركزت على المشاكل التي واجهت الجنود عند تسريحهم من الخدمة العسكرية. 